# Oxenstiernsgatan

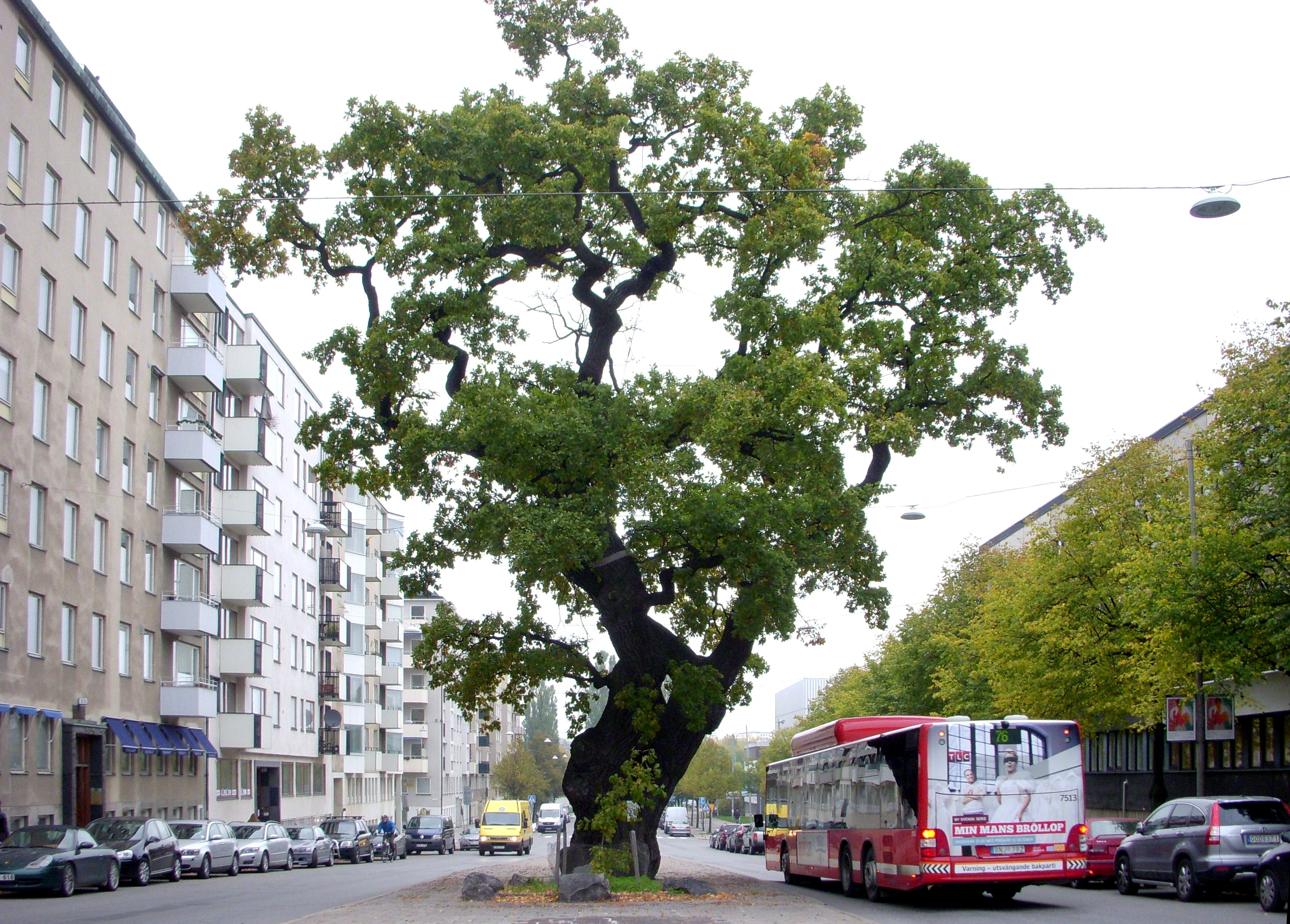
Oxenstiernsgatan mot norr med den omtalade TV-eken, 2011

Oxenstiernsgatan är en gata på Östermalm i Stockholms innerstad, som sträcker sig från Nobelparken och Strandvägens östra ände i söder till Valhallavägen i norr, där den via en cirkulationsplats övergår i Lindarängsvägen. 

## Historik

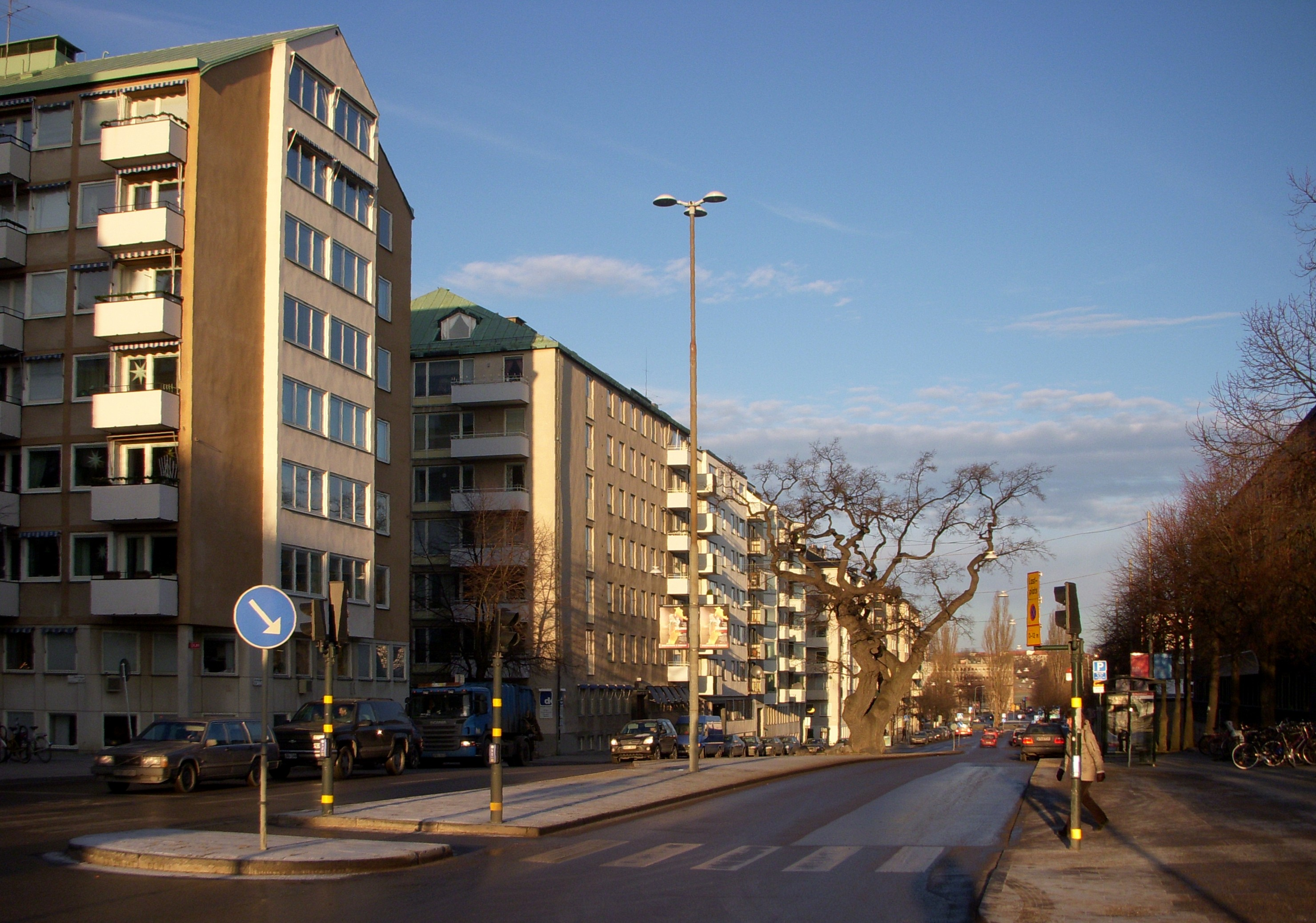
Oxenstiernsgatan mot norr, 2008.

Oxenstiernsgatan fick sitt nuvarande namn 1931 efter rikskanslern Axel Oxenstierna under kategorin "fosterländska och historiska namn". Då var Oxenstiernsgatan bara en kort del norr om Karlavägen, som Kartan över de centrala delarna av Stockholm från 1930–1940 visar. Senare, när Valhallavägen förlängdes österut, drogs Oxenstiernsgatan dit och mot söder fördes gatan förbi Svea livgardes (I 1) och Göta livgardes (I 2) kaserner till Strandvägen. Kasernerna är numera kontorshus och där en gång det militära laboratoriet stod, finns idag byggnaderna för Sveriges Radio och Sveriges Television. Längst ner vid mynningen med Strandvägen finns sedan 1979 Berwaldhallen. 
På en refug mitt i Oxenstiernsgatan framför TV-huset stod tidigare en månghundraårig ek, den så kallade TV-eken. Denna hade, då gatan byggdes ut på 1950-talet, fått stå kvar men placerats i en "brunn" på grund av gatans högre läge. Det kommunala trafikkontoret bedömde att trädet var i dåligt skick och utgjorde en fara varför det togs ned hösten 2011.
För närvarande (2013) planeras för spårvagnstrafik i gatans hela längd med hållplats utanför Radiohuset, då Spårväg city byggs ut från Djurgårdsbron till Ropsten. I samband därmed kommer de två trevägskorsningarna i gatans södra ände att ersättas av en fyrvägskorsning mellan Strandvägen-Oxenstiernsgatan och Linnégatan-Dag Hammarskjölds väg . Fler träd kommer också att planteras för att öka gatans karaktär av allé.